# Graphonema mediterranea
Graphonema mediterranea is een rondwormensoort uit de familie van de Chromadoridae. De wetenschappelijke naam van de soort is voor het eerst geldig gepubliceerd in 1942 door Allgén.